# Шелдрейк, Руперт
Альфред Руперт Шелдрейк (англ. Rupert Sheldrake, родился 28 июня 1942) — британский писатель, биохимик, физиолог растений и парапсихолог, выдвинувший теорию морфогенетического поля. Идеи Шелдрейка научным сообществом оцениваются как псевдонаучные.

## Биография
Руперт родился 28 июня 1942 года в городе Ньюарк-он-Трент (Великобритания). Он получил образование в Колледже Ворксоп, а затем  изучал биохимию в Клер-Колледже, в Кембридже, философию и историю в Гарвардском университете.
В Кембридже он получил степень доктора наук в области биохимии.
Руперт Шелдрейк был научным сотрудником Королевского общества, а затем отправился в Индию, где занял должность основного физиолога растений в Международном научно-исследовательском институте сельскохозяйственных культур в полузасушливой тропической зоне.

## Теория морфогенетического резонанса
Морфогенетические поля Шелдрейка — это гипотетические поля, которые организуют  развитие структур в материальном мире. Единожды возникнув, такая структура, по мнению Шелдрейка, может воспроизводиться в подобные формы в будущем, при этом преодолевая пространственное разграничение. Пример — свёртывание протеиновой цепи — однажды возникнув, по мнению Шелдрейка, эта структура могла быть воспроизведена с большей вероятностью, чем какая-либо иная.
Теория встретила резкую критику в естественно-научных кругах.

## Книги, изданные на русском
- Шелдрейк Р., Фокс М. Физика ангелов. Там, где встречаются наука и Дух. София, 2003.
- Шелдрейк Р. Семь экспериментов, которые изменят мир. София, 2004.
- Шелдрейк Р. Новая наука о жизни. Рипол Классик, 2005.

## Влияние на искусство
- Морфогенетическим полем Джек Харкнесс из сериала "Торчвуд" объясняет тот факт, что в "день чуда" все люди Земли перестали умирать.
- Идея морфогенетического поля легла в основу игр:
  - Zero Escape: Nine Hours, Nine Persons, Nine Doors;
  - Zero Escape: Virtue's Last Reward;
  - Zero Escape: Zero Time Dilemma.